# Триумфална арка (Киев)
Триумфалната арка в Киев е съществувала през втората половина на 19 век дървена конструкция в Киев – триумфална арка на града. Тя е издигната през 1857 г. в чест на пристигането на император Александър II, което се очаквало на 31 януари същата година. Намирала се е на мястото на съвременния Въздухофлотски надлез. Разглобена през 1890-те години.
В близост до арката се състои тържественото посрещане на царския влак. Предвиждало се да се постави каменна арка на същото място, но императорът предложил да похарчи събраните за тази цел пари за по-полезно дело (с течение на времето с тях е открито Александърското търговско училище).
Проектът за арката е на Виктор Гартман и е предложен на неговата изложба през 1874 година. Този проект вдъхновява Модест Мусоргски да създаде една от своите „Картини от една изложба“ – пиесата „Богатирски порти“.